# Condado de Newton (Arkansas)
El condado de Newton (en inglés: Newton County) es un condado en el estado estadounidense de Arkansas. En el censo de 2000 el condado tenía una población de 8608 habitantes. La sede de condado es Jasper. Fue el 46° condado de Arkansas, siendo fundado el 14 de diciembre de 1842. Fue nombrado en honor a Thomas Willoughby Newton, un congresista de Arkansas. El condado es parte del área micropolitana de Harrison.

## Geografía
Según la Oficina del Censo, el condado tiene un área total de 2132 km² (823 sq mi), de la cual 2131 km² (822,4 sq mi) es tierra y 1 km² (0,6 sq mi) (0,03%) es agua. El condado se encuentra casi completamente sobre las montañas Boston.

### Condados adyacentes
- Condado de Boone (norte)
- Condado de Searcy (este)
- Condado de Pope (sureste)
- Condado de Johnson (sur)
- Condado de Madison (oeste)
- Condado de Carroll (noroeste)

### Áreas protegidas nacionales
- Buffalo National River
- Ozark-St. Francis National Forest

## Autopistas importantes
- U.S. Route 65
- Ruta Estatal de Arkansas 7
- Ruta Estatal de Arkansas 16
- Ruta Estatal de Arkansas 21
- Ruta Estatal de Arkansas 43
- Ruta Estatal de Arkansas 74
- Ruta Estatal de Arkansas 123

## Demografía
En el  censo de 2000, hubo 8608 personas, 3500 hogares, y 2495 familias residiendo en el condado. La densidad poblacional era de 10 personas por milla cuadrada (4/km²). En el 2000 había 4316 unidades unifamiliares en una densidad de 5 por milla cuadrada (2/km²). La demografía del condado era de 99,29% blancos, 0,56% amerindios, 0,06% asiáticos y 0,09% de otras razas. 0,00% de la población era de origen hispano o latino de cualquier raza. 
La renta promedio para un hogar del condado era de $24 756 y el ingreso promedio para una familia era de $30 134. En 2000 los hombres tenían un ingreso per cápita de $22 406 versus $17 654 para las mujeres. La renta per cápita para el condado era de $13 788 y el 20,40% de la población estaba bajo el umbral de pobreza nacional.

## Ciudades y pueblos
- Jasper
- Marble Falls
- Western Grove